# Kraftwerk Egglfing-Obernberg
Das Kraftwerk Egglfing-Obernberg ist ein Laufwasserkraftwerk am unteren Inn, das von der Grenzkraftwerke GmbH betrieben wird. Eigentümer des Kraftwerks sind zu jeweils 50 % die VERBUND Hydro Power GmbH und die Innwerk AG. Das Kraftwerk befindet sich auf dem Gebiet der Gemeinden Bad Füssing (Niederbayern) und Obernberg am Inn (Oberösterreich). Flussaufwärts befindet sich das Kraftwerk Ering-Frauenstein, flussabwärts das Kraftwerk Schärding-Neuhaus.

## Geschichte
Erste Überlegungen, die Wasserkraft des Inns zur Gewinnung von Elektrizität zu nutzen, gehen bis auf das Jahr 1908 zurück. 1938 legte die Siemens-Schuckertwerke AG einen Rahmenplan vor, der für die weitere Entwicklung maßgeblich war. Die Lage der fünf Staustufen am unteren Inn, wie sie während und nach dem Zweiten Weltkrieg verwirklicht wurden, folgt im Prinzip diesem Rahmenplan von 1938.
Mit dem Beginn der Errichtung der Aluminiumhütte Ranshofen im Juli 1938 wurde die Innwerk AG beauftragt, die Kraftwerke Ering-Frauenstein und Egglfing-Obernberg gemäß dem Rahmenplan von 1938 zur Stromversorgung des Aluminiumwerkes zu errichten. Ering-Frauenstein wurde 1942 in Betrieb genommen.
Im Juli 1941 wurde mit dem Bau des Kraftwerks Egglfing-Obernberg begonnen. Zunächst wurde am linken (bayerischen) Ufer eine Baugrube für das Maschinenhaus und zwei (der insgesamt fünf) Wehrfelder errichtet. Nach der Fertigstellung wurde in einem zweiten Schritt eine Baugrube am rechten (österreichischen) Ufer für die restlichen drei Wehrfelder ausgehoben. Mit dem Aufstau konnte aufgrund von kriegsbedingten Verzögerungen erst im Juli 1944 begonnen werden, die erste Maschine ging dann am 24. Oktober 1944 in Betrieb. Die zweite Maschine ging am 16. Januar 1946 ans Netz, die Maschinen 3 und 4 folgten am 31. Juli 1949 und am 17. Januar 1950. Mit der Inbetriebnahme der Maschinen 5 und 6 am 19. Mai und am 26. September 1950 war der ursprünglich geplante Ausbau erreicht, die Fertigstellung von Kraft- und Schalthaus sowie der Schaltanlagen dauerte noch bis zum Juli 1951.
1983 wurden alle sechs Turbinen ausgetauscht, um die Leistung zu erhöhen. Ab 1992 wurden neue Turbinenregler, eine neue Hydraulik und Einrichtungen für eine Fernsteuerung eingebaut. Seit 1998 ist das Kraftwerk unbesetzt und wird von Simbach aus überwacht und ferngesteuert.

## Konstruktion
Das Kraftwerk besteht aus einer Wehranlage mit fünf Wehrfeldern, einem Trennpfeiler sowie einem Krafthaus mit sechs Turbinen und den sechs zugehörigen Generatoren.
Die Gründung der gesamten Anlage erfolgte auf Schlier. Die Verankerung des Bauwerks im Schlier erfolgt über Sporne an der Ober- und Unterwasserseite. Zusätzlich wurden Spundwände in den Schlier gerammt, die bis zu 8 m tief unter die Einlaufsohle reichen und den dichten Anschluss an den wasserundurchlässigen Untergrund herstellen.
Die fünf Wehröffnungen sind auf der österreichischen Seite des Inns angeordnet. Jede der fünf Öffnungen ist 23,5 m breit und jeder der vier dazwischenliegenden Pfeiler misst in der Breite 6 m, d. h. die gesamte Wehrbreite beträgt 141,5 m. Der Trennpfeiler zwischen dem Wehrfeld und dem Krafthaus hat eine Breite von 5,30 m.
Das Maschinenhaus ist mehr als 110 m lang, 16,60 m breit und beherbergt sechs Maschinensätze. Mit einer Gesamthöhe von etwa 23 m ragt es im Durchschnitt 14 m über dem Niveau des Unterwassers auf. Es befindet sich auf der bayerischen Seite des Inns. Als Besonderheit weist Egglfing-Obernberg einen Vorrechen auf der Oberwasserseite des Maschinenhauses auf, über den sonst keines der anderen vier Kraftwerke am unteren Inn verfügt. Er wurde zum Schutz vor Treibminen errichtet.
Wie die übrigen Kraftwerke am unteren Inn verfügt die Staustufe Egglfing-Obernberg über keine Schleuse. Flussaufwärts wird der für die Energiegewinnung nutzbare Stauraum vom Kraftwerk Ering-Frauenstein begrenzt. Der ca. 12,7 km lange Stauraum ist Teil des Naturschutzgebietes Unterer Inn. Auf der bayerischen Seite des Stauraums erstreckt sich ein etwa 10,5 km langer Damm, auf der österreichischen Seite ein ca. 7,5 km langer Damm.

## Elektrotechnische Anlagen
Die Stromerzeugung erfolgt durch sechs Kaplan-Turbinen mit vertikaler Welle des Schweizer Herstellers Escher Wyss AG. Die ursprünglich vierflügeligen, rechtsdrehenden Turbinenlaufräder wurden im Zuge der Leistungserhöhung 1983 durch fünfflügelige Modelle ersetzt. Die zugehörigen wassergekühlten Generatoren von Siemens haben eine Leistung von je 16 MVA. Bei einer mittleren Fallhöhe von 10,5 m erreichen alle Maschinen zusammen eine maximale Leistung von 80,7 MW. Die durchschnittliche Jahreserzeugung beträgt 485 Mio. kWh.
In der Schaltanlage wird die Generatorspannung durch drei Transformatoren – je zwei Maschinensätze sind in Doppelblockschaltung zusammengefasst – auf 110 kV hochgespannt, um dann nach Ering, Pocking und zum Umspannwerk St. Peter abgeleitet zu werden. Die Schaltanlage befindet sich auf der bayerischen Seite.